# El Conchalito

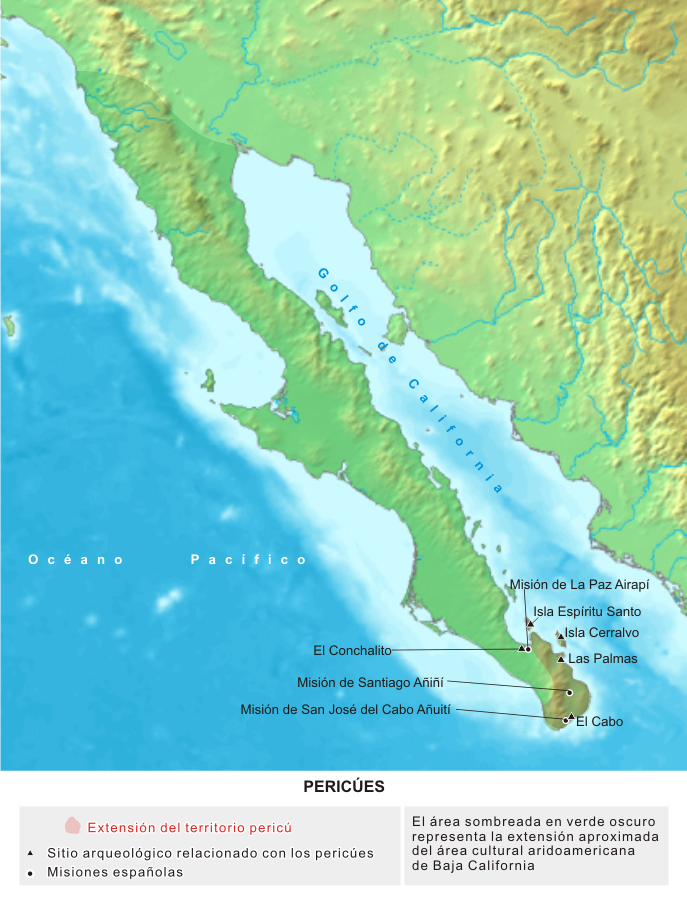
Localización del territorio pericú. En la costa de la bahía de La Paz se encuentra ubicado el yacimiento arqueológico de El Conchalito.

El Conchalito es un yacimiento arqueológico localizado en el sur de la península de California, en la ciudad de La Paz, capital del estado mexicano de Baja California Sur. La importancia de El Conchalito radica en que es un sitio con una alta concentración de entierros prehispánicos correspondientes al pueblo pericú, que desapareció en el siglo XVII después de la llegada de los misiones jesuitas a la península de California. Dada la concentración de materiales arqueológicos de El Conchalito, las investigaciones en este yacimiento arqueológico han arrojado luz sobre las costumbres culturales de los nativos.

## Descripción
El yacimiento de El Conchalito, como su nombre lo indica, es un conchal. Tiene evidencia de ocupación humana con una antigüedad aproximada de 3000 años. Se trata de un sitio con importantes cúmulos de residuos originados por el aprovechamiento humano de conchas marinas. Entre los pericúes, los moluscos con conchas se empleaban con propósitos alimenticios pero también principalmente como un bien de consumo suntuario. Entre las costumbres funerarias de los pericúes se encontraba el entierro de los muertos acompañados por ofrendas de artículos suntuarios confeccionados con fibras naturales y conchas marinas. Los enterramientos de El Conchalito parecen haber sido realizados en dos etapas. El primer momento correspondía al entierro inmediato a la muerte de la persona. En un segundo momento, los restos del cuerpo eran exhumados y fracturados a la altura de la vértebra lumbar cuando el cuerpo se encontraba en un estado de descomposición avanzado. Los restos eran nuevamente sepultados entre conchas pulverizadas, arena y ceniza.
De acuerdo con las excavaciones realizadas por Harumi Fujita, ha sido posible determinar que los pueblos que ocuparon la región de la bahía de La Paz (pericúes y guaicuras) tuvieron una organización social compleja, en contra de las descripciones hechas acerca de ellos por los misioneros europeos en el siglo XVI. La diferenciación social de los ocupantes de El Conchalito se refleja en las magnitudes de las ofrendas recibidas por los personajes sepultados en la zona.